# Комарова, Татьяна Васильевна
Татьяна Васильевна Комарова (род. 30 января 1963, Грозный) — советская баскетболистка.
Выступала за ЦСКА (1978—1991), была капитаном команды. Выступала за сборную СССР, а также за иностранные клубы (до 1997).

## Достижения
- Чемпионка Европы (юниоры): 1981
- Чемпионка Европы (кадеты): 1980
- Чемпионка Европы: 1985
- Чемпионка Универсиады: 1985
- Обладательница Кубка Европейских чемпионов
- Обладательница Кубка Лилиан Ронкетти
- 4-кратная чемпионка СССР